# 週四連續劇9
週四連續劇9（日语：木曜ドラマ9）是東京廣播公司每逢星期四的21:00到21:54播放的電視連續劇時段。連續劇時段於2013年12月12日丈夫的女朋友的大結局播出後，於2013年1月9日改名為週四電視劇場（木曜ドラマ劇場）。2015年，此時段於七月播完夏季檔之後正式宣告廢除連續劇時段而改播綜藝節目。

## 概要
2011年9月『冷暖人間』最終季結束後。時段名“週四連續劇9”。
每作品平均收視率，前2作品有超過2位數，但有「週四連續劇」（朝日電視台系列）與「TUNNELS的託大家的福」（富士電視台系列）同時段強力競爭對手。2013年9月放送的《丈夫的女朋友》，成為2000年後民放電視劇史上最低平均收視率（3.8%），最低單集收視率（第四話3.0%），全九話縮至八話腰斬。

## 作品列表

### 2011年
- 10月-12月：「逃亡～為了所愛的你」（ランナウェイ〜愛する君のために）
- 主演：市原隼人
- 劇本：羽原大介（日语：羽原大介）、八津弘幸（日语：八津弘幸）

### 2012年
- 1月-3月：「最棒的人生終結方式～Ending Planner～」（最高の人生の終り方〜エンディングプランナー〜）
- 主演：山下智久
- 劇本：渡辺千穂（日语：渡辺千穂）

- 4月-6月：「爸爸偶像」（パパドル!）
- 主演：錦戸亮
- 劇本：金子ありさ、大島里美（日语：大島里美）

- 7月-9月：「Beginners!」（ビギナーズ!!）
- 主演：藤谷太輔、北山宏光
- 劇本：櫻井剛（日语：櫻井剛）

- 10月-12月：「Resident～五名實習醫生（日语：レジデント〜5人の研修医）」
- 主演：仲里依紗
- 劇本：永田優子（日语：永田優子）

### 2013年
- 1月-3月：「APOYAN〜正在跑的國際機場（日语：あぽやん）」
- 主演：伊藤淳史
- 原作：新野剛志《APOYAN》
- 劇本：関えり香、泉澤陽子（日语：泉澤陽子）

- 4月-6月：「破案蜥蜴」（潜入探偵トカゲ）
- 主演：松田翔太
- 劇本：橋本裕志

- 7月-9月：「歌舞伎華之戀」（ぴんとこな）
- 主演：玉森裕太
- 原作：嵨木明子《歌舞伎華之戀》
- 劇本：高橋麻紀（日语：高橋麻紀）

- 10月-12月：「丈夫的女朋友」（夫のカノジョ）
- 主演：川口春奈
- 原作：垣谷美雨（日语：垣谷美雨）《丈夫的女朋友》
- 劇本：江頭美智留（日语：江頭美智留）、横田理恵（日语：横田理恵）

### 2014年
- 1月-3月：「Dr.DMAT」
- 主演：大倉忠義
- 原作：高野洋（日语：高野洋）（作）、菊地昭夫（日语：菊地昭夫）（畫）《Dr.DMAT〜瓦礫下的醫師〜》
- 劇本：穴吹一朗（日语：穴吹一朗）、吉澤智子（日语：吉澤智子）

- 4月-6月：「吶喊正義」Season 1（MOZU Season1〜百舌の叫ぶ夜〜）
- 主演：西島秀俊
- 原作：逢坂剛《百舌吶喊的夜晚》
- 劇本：仁志光佑（日语：仁志光佑）
- 7月-9月：「同學會後愛上你」（同窓生〜人は、三度、恋をする〜）
- 主演：井浦新
- 原作：柴門文《同窗生〜人三次戀愛〜》
- 劇本：田渕久美子（日语：田渕久美子）
- 10月-11月：「吶喊正義」Season 2（MOZU Season2〜幻の翼〜）
- 主演：西島秀俊
- 原作：逢坂剛《幻之翼》
- 劇本：仁志光佑（日语：仁志光佑）
- 11月-12月：「媽媽和爸爸生存的理由（日语：ママとパパが生きる理由。）」
- 主演：吹石一惠、青木崇高
- 原作：芽生《我乳癌。丈夫肺癌。夫婦宣告有39歲的餘命。》
- 劇本：龍居由佳里

### 2015年
- 1月-3月：「美麗陷阱〜殘花繚亂〜（日语：残花繚乱）」
- 主演：田中麗奈
- 原作：岡部えつ《殘花繚亂》
- 劇本：淺野妙子
- 4月-6月：「脫黑～不再當黑社會～」（ヤメゴク〜ヤクザやめて頂きます〜）
- 主演：大島優子
- 劇本：櫻井武晴
- 7月-9月：「37.5℃的眼淚」（37.5℃の涙）
- 主演：蓮佛美沙子
- 劇本：梅田美香（日语：梅田みか）
- 原作：椎名千花

## 放送局
注：日本使用JST，台灣使用NST
| 放送対象地域   | 放送局             | 系列              | 放送時間              |
| -------------- | ------------------ | ----------------- | --------------------- |
| 關東廣域圏     | TBS電視台 (TBS)    | TBS系列           | 週四21時00分-21時54分 |
| 北海道         | 北海道放送 (HBC)   | TBS系列           | 週四21時00分-21時54分 |
| 青森縣         | 青森電視台 (ATV)   | TBS系列           | 週四21時00分-21時54分 |
| 岩手県         | IBC岩手放送 (IBC)  | TBS系列           | 週四21時00分-21時54分 |
| 宮城縣         | 東北放送 (TBC)     | TBS系列           | 週四21時00分-21時54分 |
| 山形縣         | TVU山形 (TUY)      | TBS系列           | 週四21時00分-21時54分 |
| 福島縣         | TVU福島 (TUF)      | TBS系列           | 週四21時00分-21時54分 |
| 山梨縣         | 山梨電視台 (UTY)   | TBS系列           | 週四21時00分-21時54分 |
| 新潟縣         | 新潟放送 (BSN)     | TBS系列           | 週四21時00分-21時54分 |
| 長野縣         | 信越放送 (SBC)     | TBS系列           | 週四21時00分-21時54分 |
| 静岡県         | 靜岡放送 (SBS)     | TBS系列           | 週四21時00分-21時54分 |
| 富山縣         | 鬱金香電視台 (TUT) | TBS系列           | 週四21時00分-21時54分 |
| 石川縣         | 北陸放送 (MRO)     | TBS系列           | 週四21時00分-21時54分 |
| 中京廣域圏     | 中部日本放送 (CBC) | TBS系列           | 週四21時00分-21時54分 |
| 近畿廣域圏     | 每日放送 (MBS)     | TBS系列           | 週四21時00分-21時54分 |
| 鳥取県・島根県 | 山陰放送 (BSS)     | TBS系列           | 週四21時00分-21時54分 |
| 岡山県・香川県 | 山陽放送 (RSK)     | TBS系列           | 週四21時00分-21時54分 |
| 広島県         | 中國放送 (RCC)     | TBS系列           | 週四21時00分-21時54分 |
| 山口縣         | 山口電視台 (tys)   | TBS系列           | 週四21時00分-21時54分 |
| 愛媛縣         | 愛電視台 (ITV)     | TBS系列           | 週四21時00分-21時54分 |
| 高知縣         | 高知電視台 (KUTV)  | TBS系列           | 週四21時00分-21時54分 |
| 福岡縣         | RKB每日放送 (RKB)  | TBS系列           | 週四21時00分-21時54分 |
| 長崎縣         | 長崎放送 (NBC)     | TBS系列           | 週四21時00分-21時54分 |
| 熊本縣         | 熊本放送 (RKK)     | TBS系列           | 週四21時00分-21時54分 |
| 大分縣         | 大分放送 (OBS)     | TBS系列           | 週四21時00分-21時54分 |
| 宮崎縣         | 宮崎放送 (MRT)     | TBS系列           | 週四21時00分-21時54分 |
| 鹿児島県       | 南日本放送 (MBC)   | TBS系列           | 週四21時00分-21時54分 |
| 沖縄県         | 琉球放送 (RBC)     | TBS系列           | 週四21時00分-21時54分 |
| 台灣           | 八大戲劇台         | 八大電視台（GTV） | 週四23時00分-24時00分 |